# ヴィルヘルム・カイテル
ヴィルヘルム・ボーデヴィン・ヨハン・グスタフ・カイテル（ドイツ語: Wilhelm Bodewin Johann Gustav Keitel, 1882年9月22日 - 1946年10月16日）は、ドイツの陸軍軍人。ナチ党体制下のドイツにおける軍部の最高幹部であった。陸軍における最終階級は元帥。
第二次世界大戦中に国防軍最高司令部（OKW）総長を務め、総統アドルフ・ヒトラーを補佐した。終戦時にはソ連に対する降伏文書にドイツ国防軍を代表して調印。戦後、ニュルンベルク裁判で死刑判決を受けて刑死した。

## 経歴

### 生い立ち
1882年、ブラウンシュヴァイク公国ハルツ山地ヘルムシェローデ（de:Helmscherode、現在はバート・ガンダースハイムに併合されている）に出生。
父は小規模な農場を所持していた地主カール・カイテル(Carl Keitel)。母はその妻アポロニア(Apollonia)(旧姓フィセリング(Vissering))。弟にボーデヴィン・カイテル(de:Bodewin Keitel)がいる。弟ものちに軍人となり、カイテルの引き立てで1938年から1942年までドイツ陸軍人事部長を務めることになる。
少年時代は家族から離れてゲッティンゲンのギムナジウムに学んだ。

### ドイツ帝国軍時代
同校を卒業後、父親の命令で軍人の道を進むこととなった。士官学校を経ずして、1901年3月にヴォルフェンビュッテル(de:Wolfenbüttel)の第46野戦砲兵隊に士官候補生(Fahnenjunker)として入隊した。
1902年8月に少尉(Leutnant)に進級するとともに、公国の首都ブラウンシュヴァイクの勤務となる。同地で摂政の宮廷舞踏会などに招かれるようになり、将来を約束された軍人となっていく。非常に真面目で「ギャンブルもせず、浮いた噂の一つもない」と言われていた。
野戦砲兵学校や軍事乗馬学校を出た後、1908年には所属する第46野戦砲兵連隊の連隊長副官となった。1909年にハノーファーの資産家の地主の娘リーザ・フォンテーン（Lisa Fontaine）と結婚。カイテル夫妻は6児をもうけた。
第一次世界大戦が開戦した際には第46砲兵連隊長副官の中尉だった。カイテルの連隊は西部戦線に動員された。カイテルは榴弾の破片で戦傷を負い、二級鉄十字章と一級鉄十字章、そして戦傷章黒章を受章した。この第一次世界大戦初期の戦闘の参加はカイテルの生涯で唯一の実戦経験である。
病院を退院した後、1915年3月から参謀本部に配属となる。本部内では事務能力を高く認められて、1917年にはドイツ陸軍の歴史の中で最年少の参謀本部首席将校となった。またこの参謀本務勤務時代に四歳年長のヴェルナー・フォン・ブロンベルク少佐（当時）と親しくなった。

### ヴァイマル共和国軍時代
第一次世界大戦の敗戦後、義勇軍(フライコール)の活動に参加。またヴェルサイユ条約によって総人員10万人、将校は4000人にまで制限されたヴァイマル共和国軍 (Reichswehr) の将校に選び残された。彼の事務能力の高さがうかがわれる。
ヴァイマル共和国軍ではまず第10旅団参謀、ついで1920年から1922年までハノーファーの騎兵学校の戦術教官となる。さらに1922年から1925年にかけてヴォルフェンビュッテルで第6砲兵連隊隷下の第7中隊長を務めた。
ヴァイマル共和国軍はヴェルサイユ条約で参謀本部を置く事を禁止されていたが、「兵務局（Truppen amt）」と名前を偽装して事実上参謀本部を復活させた。カイテルもこの兵務局に配属となり、1925年から1927年には兵務局の部署のひとつ教育部（T4部）に配属され、「東部国境守備隊」の教育と軍備を担当した。ついで1927年から1929年にかけてミンデンで第6砲兵連隊隷下の第2大隊長を務めた。
1929年10月には兵務局に戻り、陸軍編成部長に就任した。カイテルはヴェルサイユ条約により様々な制限が課せられていたドイツ軍の軍拡の逃げ道を模索した。武装民兵集団の「国境警備隊」に大量の武器を提供して名目上軍の武器にならぬようにしたり、スペイン・オランダ・スウェーデン・日本など比較的中立的かつ生産設備が整った外国で航空機や戦車やUボートの建造を行った。
独ソ秘密軍事協力を行っていたソ連とも関係を深めようとした。ソ連で軍事演習を行わせ、また1931年にはカイテル自身がソ連を訪問している。「共産主義の偉大さ」を見せつけるためにソ連側が一方的に設定したコルホーズなどのツアーコースを回されるだけであったが、カイテルは共産主義に感化されたところがかなりあったらしく、後に「もう少しでボルシェヴィキになって帰ってくるところだった」などと語っている。

### ナチス政権下時代

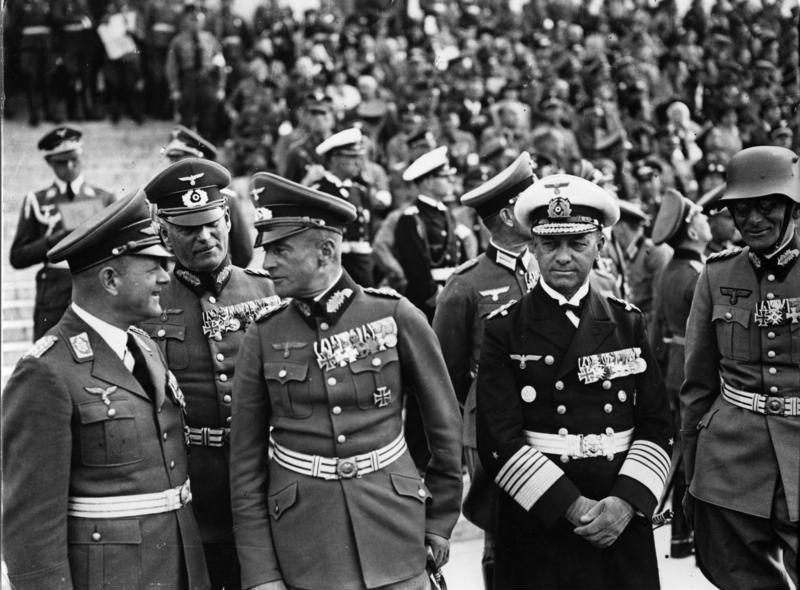
1938年9月12日、ナチ党のニュルンベルク党大会に出席したドイツ国防軍幹部達。
左からエアハルト・ミルヒ空軍大将、国防軍最高司令部総長カイテル砲兵大将（間にいる人物）、陸軍総司令官ヴァルター・フォン・ブラウヒッチュ砲兵大将、海軍総司令官エーリヒ・レーダー海軍上級大将、第8軍団長マクシミリアン・フォン・ヴァイクス騎兵大将。

カイテルは国家社会主義ドイツ労働者党(ナチ党)が1933年に政権を獲得するまではそれに一切関わっていない。むしろ増長著しいナチスの突撃隊（SA）をいまいましくさえ思い、アドルフ・ヒトラーを「大ぼら吹き野郎」と呼んで馬鹿にしていた。
しかし1933年1月30日に自由選挙の末にヒトラー内閣が成立し、カイテルの親友ブロンベルクがヒトラー内閣の国防相に任命され、さらに1933年7月にはバート・ライヘンヒルで開かれた「突撃隊指導者大会」でカイテル自身がヒトラーと会見をもつ機会があり、徐々にヒトラーに心酔するようになった。ただしナチ党には最後まで入党していない。1933年10月に編成部長の職を離職し、1934年4月に少将に進級するとともにポツダムの師団の師団長代理となった。1934年10月にはブレーメンに派遣され第22師団の編成にあたった。
ドイツがヴェルサイユ条約を一方的に破棄して再軍備を始めた年にあたる1935年の10月1日には国防軍部 (Wehrmachtamt)の部長に就任した。国防軍部は国土防衛・対外防諜・軍需経済の各課を保有する国防省の最重要部署であった。カイテルのメモによるとこの人事は陸軍総司令官ヴェルナー・フォン・フリッチュのブロンベルクへの推挙によるという。以降ヒトラーとブロンベルクの下で急速に進級する。1936年1月には中将に進級し、1937年には砲兵大将となった。ブロンベルクとカイテルはゲシュタポとも連携して「政治的に信用できない者」を国防軍から次々と追放していき、軍のナチ化をすすめた。

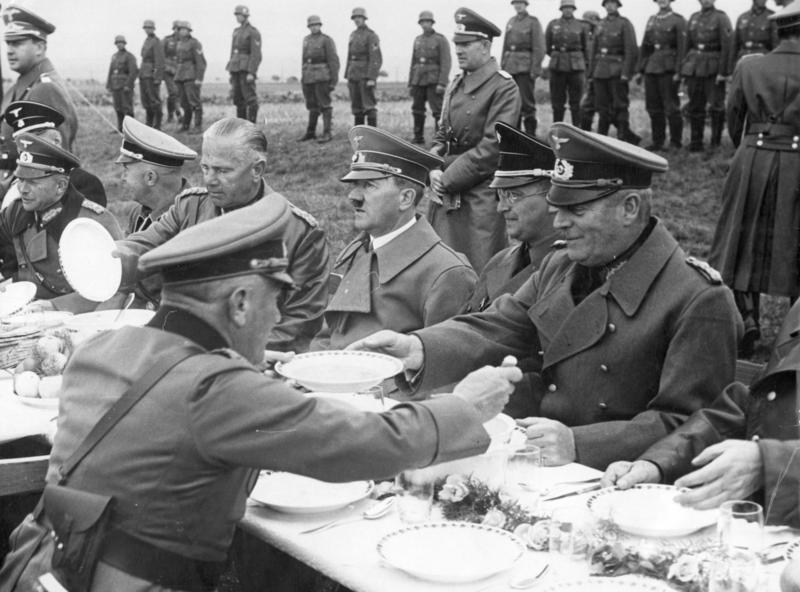
1938年10月3日、ズデーテン併合の道中、昼食を摂るナチ党首脳と国防軍将軍たち。
テーブル奥側の右からカイテル大将、ズデーテン・ドイツ人党党首コンラート・ヘンライン、総統アドルフ・ヒトラー、第10軍司令官ヴァルター・フォン・ライヒェナウ大将、親衛隊全国指導者ハインリヒ・ヒムラー、第16装甲軍団長ハインツ・グデーリアン中将。

1938年1月、カイテルの息子カール・ハインツ・カイテルとブロンベルクの娘ドロテー・フォン・ブロンベルクが結婚することとなったが、2月にはヒトラーはスキャンダルを利用してブロンベルク国防相と陸軍総司令官ヴェルナー・フォン・フリッチュを解任した（ブロンベルク罷免事件）。さらに後継の国防大臣を任命せず、直接国防三軍を指揮すると宣言した。このために国防軍最高司令部（OKW）を設けられ、国防軍最高司令部総長にカイテルを任じた。国防軍最高司令部は旧国防省の任務をほぼ受け継いでおり、カイテルの職位は国務大臣に同位ではあるが、軍指揮権は持たない事務職であった。また併せて国防軍最高司令部の陸軍への支配力を高める意味からカイテルの弟であるボーデウィン・カイテル少将が陸軍人事部長に任命されている。
1938年11月には上級大将に進級している。ドイツ国防軍に国家社会主義思想を徹底させる事に励むカイテルは、かつて皇帝の軍隊の参謀本部将校だったにもかかわらず、皇帝への忠誠心をあっさり放り捨て、1939年1月27日の旧ドイツ皇帝ヴィルヘルム2世の誕生日記念式典にも軍部は一切参加してはならないと厳命した。1939年4月にはナチ党員でないにもかかわらず、チェコスロバキア併合の際の進軍の褒賞として黄金ナチ党員バッジを授与された。
カイテルは、同僚からドイツ語のおべっか使い(Lakai)をもじった「ラカイテル」と呼ばれたり、始終頭を縦に振るおもちゃのロバをさす「ニヒゲゼル」とも呼ばれた。ヒトラーは後年カイテルについて「映画館の案内係程度の頭の持ち主」と評し、これを聞いたある将校が「ではなぜそのような人物をドイツ国防軍の最高位に任じたのですか」と聞くと、ヒトラーは「それはあの男が犬のように忠実だからだ」と答えたという。
当時カイテルの副官だった将校の証言によると、ヒトラーを交えた作戦会議では、常に「総統閣下の仰る通り」「総統閣下、あなたは史上最高の軍事指導者です」「総統が過ちを犯されるはずはない」などと、口癖のように話していたという。ちなみに、国防軍最高司令部作戦部長アルフレート・ヨードル上級大将は、カイテルの軍事センスのなさを見抜き、作戦上の詳細は一切伝えず、大枠のみ伝えていたという。ただし実務能力は高かったため、統制の取れにくかった国防軍を短期間でひとつにまとめるという功績を残している。

### 第二次世界大戦

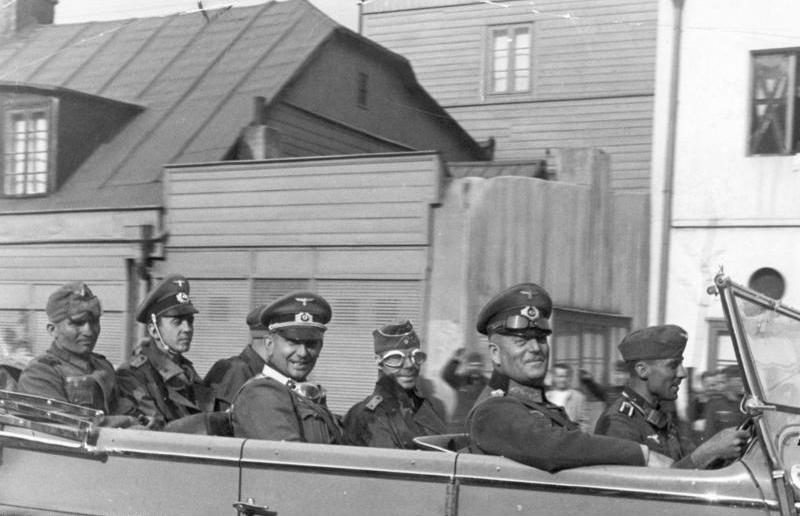
1939年9月、占領したポーランド・ウッチを走るカイテル上級大将の自動車。

1939年9月1日にドイツ国防軍によるポーランド侵攻が開始され、イギリスとフランスがドイツに宣戦を布告し、第二次世界大戦が勃発した。ポーランド侵攻は主に陸軍総司令官ヴァルター・フォン・ブラウヒッチュの陸軍総司令部が中心となって作戦指導しており、カイテルの国防軍最高司令部の役割は二次的な物だった。しかしポーランド侵攻後、カイテルのもとには親衛隊(SS)のアインザッツグルッペンの虐殺に関する報告書が積み上がった。国防軍情報部部長ヴィルヘルム・カナリス提督もカイテルにアインザッツグルッペンに関する苦情を申し立てたが、カイテルは「国防軍がこうした虐殺に関与しなくていいようにするためには親衛隊とゲシュタポが隣にいる事を許可するしかない」と回答したという。
ヒトラーは1939年冬のうちにも対フランス戦を開始するつもりだったが、カイテルは陸軍総司令官ブラウヒッチュの兵に休息を取らせる必要があるという意見を容れて、1939年冬の軍事行動に反対し、ヒトラーと激しい口論をした。カイテルはヒトラーの罵倒に激怒して前線の部隊の指揮に回してほしいと求めたが、ヒトラーの説得で思いとどまったという。結局後になってヒトラーは1939年冬のフランス攻撃を諦めた。
1940年春の北欧侵攻では陸軍・海軍・空軍の共同作戦が重要とされてカイテルの国防軍最高司令部が主導することとなった。特に作戦本部長アルフレート・ヨードルが活躍し、ドイツ軍は対北欧戦に完全勝利を収めた。以降ヨードルはヒトラーの戦略アドバイザーとしての役割を敗戦まで担い続けた。

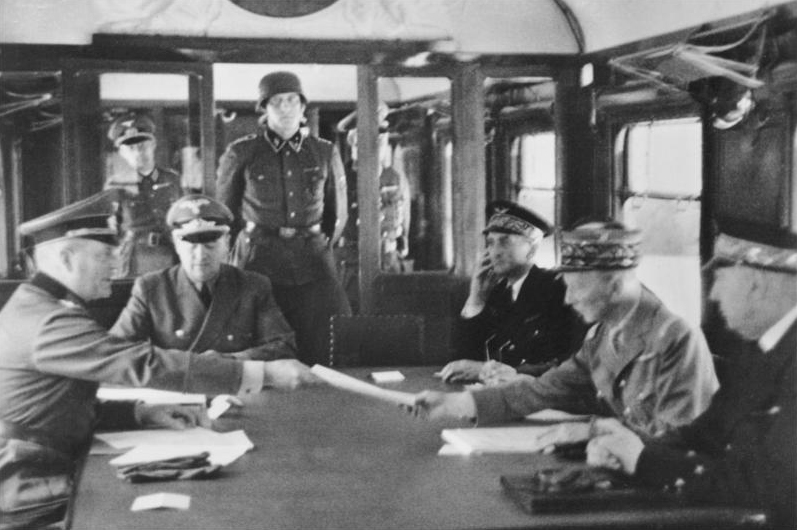
1940年6月、ドイツ軍を代表してフランスとの間の休戦協定文書に署名したカイテル

1940年5月からの対フランス戦ではドイツ軍が連戦連勝を重ね、大国フランスをわずか6週間で下した。1940年6月21日から6月22日にかけてパリ郊外のコンピエーニュにおいて客車（第一次大戦のときにドイツが休戦協定を結ぶ際に使用された「休戦の客車」）でドイツとフランスの休戦協定の交渉が行われた。カイテルはこの調印式にドイツ軍代表として出席し、フランス軍代表シャルル・アンツィジェール将軍に対して「この車両においてドイツ民族受難の時が始まった。一民族に与えうる最大の不名誉と屈辱が始まった。人間としての苦しみ、物質的な苦しみがここから始まったのだ。(略)その世界大戦終結より25年の時を経た1939年9月3日にイギリスとフランスは、またしても何の根拠もなくドイツに宣戦を布告した。今や武力による決着はつけられた。フランスは倒されたのである。」と宣言し、フランスに休戦協定の締結を調印させた。カイテルはこの復讐劇に大変満足し、後にこの瞬間を「わが軍隊生活最高の時」と語った。
1940年7月19日に元帥に進級する。戦場で指揮を執ったわけでもないカイテルの元帥進級に一部で反対の声も上がったが、大きな戦勝の中で元帥号の連発されるのも許されるムードだった。

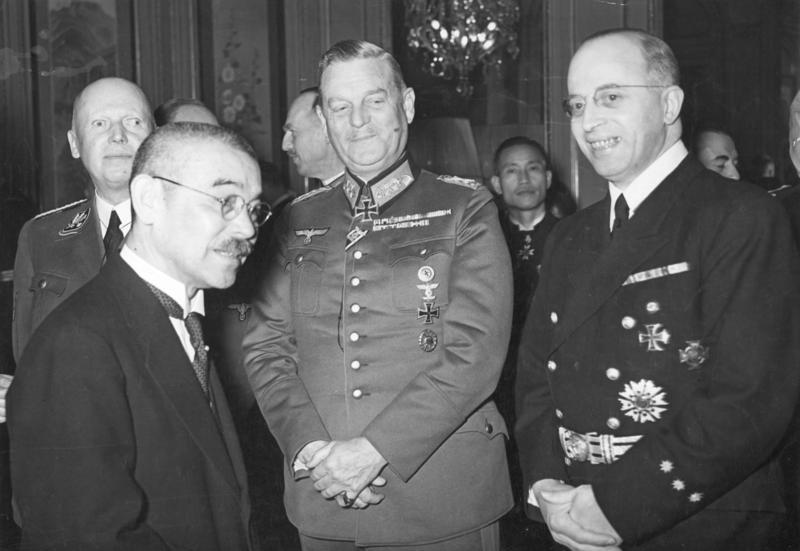
1941年3月28日、ベルリンの日本大使館でのレセプション。日本外相松岡洋右(左)と外交官ハインリヒ・ゲオルク・スターマー(右)とともに

カイテルはイギリスを倒す前にソ連と戦争をすることには反対の立場であった。外相ヨアヒム・フォン・リッベントロップと組んでヒトラーにヨシフ・スターリンと協議の場を持つことを提案している。しかしヒトラーに相手にされることはなかった。それにもかかわらず1941年末にモスクワ攻略が失敗した際にはカイテルがヒトラーからすさまじい叱責を受け、カイテルが自殺しそうになったとアルフレート・ヨードルは後に証言している。
1941年12月7日には『夜と霧の布告』に副署した。この布告ではドイツ占領軍当局に反抗する者は軍法会議による判決が下されなかったならば、親族への通知なしにドイツの強制収容所へと移送されることになった。この法令によってフランスだけでも7000人を超えるレジスタンスと目された人物が痕跡も残さず姿を消した。
また1941年10月にはゲリラに対処するための「報復に関する命令」、ソ連の政治将校に対処するための「政治委員に関する命令」（en）に署名し、1942年10月18日には破壊工作員などに対処するための「コマンドに関する指令」（en）に署名した。

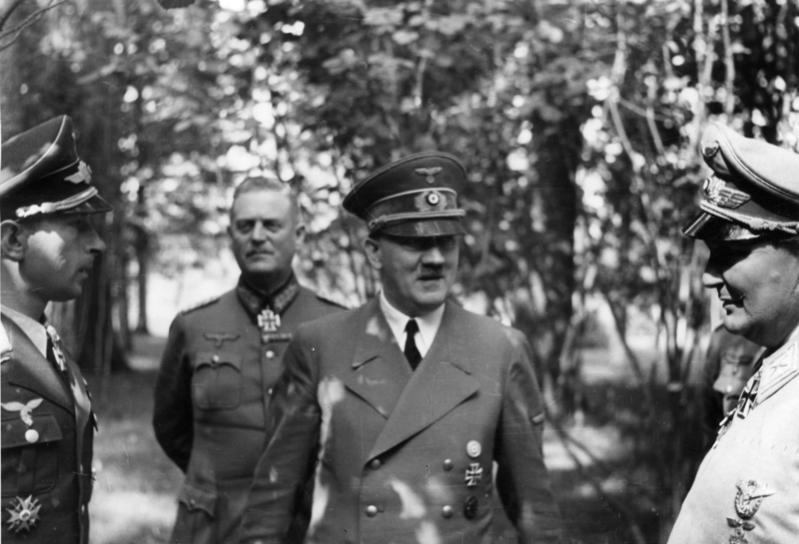
1941年7月25日。ヒトラー総統（中央）、カイテル元帥（ヒトラーの左後方）、空軍総司令官ゲーリング国家元帥（右端）、空軍エースパイロットメルダース大佐（左端）

スターリングラードの戦い以降、ドイツの戦況が悪化してくると、ヒトラーが死守命令を連発するようになる。撤退許可を求める者に対してはヒトラーが政治的な理由で却下し、その後ヒトラーは国防軍最高司令部総長カイテル元帥に話を振り、カイテルも「自分の意見を持たない無駄なおしゃべり」（フランツ・ハルダー）をして結局総統と同じ結論を出すのがドイツの作戦本部の日常の姿となっていった。ドイツの戦況がさらに悪化してもカイテルの主人への追従ぶりは変わらなかった。むしろさらに追従を強めていった。国防軍最高司令部の会議で部下の将校がヒトラーの死守命令に代わる新たな戦術を考えることを提案しただけでカイテルは「敗北主義者がこの場にいる資格はない」と絶叫して黙らせた。1943年1月にはナチ党官房長マルティン・ボルマンと首相官房長官ハンス・ハインリヒ・ラマースとともに総統へ取り次ぐかどうかを決めるための機関として「三人委員会（Dreimännerkollegiums）」を創設している。
1944年7月20日のヒトラー暗殺未遂事件の際には爆発現場に居合わせた。カイテルが真っ先に「我が総統ご無事ですか」と叫びながらヒトラーに駆け寄り、ヒトラーを抱きかかえて外へ連れ出している。その後、陰謀に関与した軍人は軍法会議ではなく、反逆罪を裁くローラント・フライスラーの人民法廷にかけるために、先ず、国防軍の名誉法廷 (Ehrenhof) にかけられることとなった。エルヴィン・フォン・ヴィッツレーベン元帥他55人の軍人の軍籍が剥奪された。ゲルト・フォン・ルントシュテット、ハインツ・グデーリアン他と並んでカイテルも名誉法廷の構成員の一人として同僚の名誉剥奪に関与した。また7月24日にはカイテルは国防軍の全軍人に対して敬礼はすべて手を掲げるナチス式敬礼にするよう命じている。1945年1月末には「将兵の行動に関する規定」に署名し、撤退命令を出す将校は「敗北主義者」として即決裁判で死刑、必要ならばその場で即座に殺害してよいこととした。脱走兵の親族に連帯責任を取らせる命令も出した。

ソ連軍に対する降伏文書に署名するカイテル

1945年5月にヒトラーの自殺を知ると、ヒトラーの遺言により大統領兼国防軍総司令官となったカール・デーニッツ海軍元帥のフレンスブルク政府の下に参じた。5月7日、アルフレート・ヨードル上級大将がアイゼンハワーの司令部において降伏文書に署名を行った。5月8日にヨードルが戻ってくると、カイテルはデーニッツの命を受けてソ連との休戦協定締結のためにヨードルとアイゼンハワーの間の条約案をもって英軍輸送機でベルリンへ向かった。市内のカールスホルスト の工兵学校において、降伏文書の批准措置を行った。カイテル元帥は国防軍最高司令部総長として降伏文書批准のための署名を行った（海軍代表ハンス＝ゲオルク・フォン・フリーデブルク提督 、空軍代表ハンス＝ユルゲン・シュトゥムプフ上級大将も副署を行っている）。現在、カイテルが降伏文書の署名を行った建物はベルリン＝カールスホルスト・ドイツ＝ロシア博物館 になり、独ソ戦、ベルリン攻防戦や降伏式の資料が展示されている。　

### 逮捕
カイテルは他のフレンスブルク政府の面々より一足早く、5月13日にアメリカ軍の捕虜となっている（後任の国防軍最高司令部総長にはヨードルが就任した）。大物捕虜が集められていたルクセンブルク・バート・モンドルフのホテルを使って作られた収容所に送られた。自分が戦犯として裁判にかけられる予定であることを知ったカイテルは、自己弁護のために他の戦友を犠牲にすることは止めようと決意し、5月15日に国防軍最高司令部に宛てて「この戦友仲間から永遠に別れることは辛い。戦争捕虜である私は、戦犯としての判決に直面している。私のただひとつの願いは私のかつての部下たちが私と同じ運命を免れることにある。私の軍人としての履歴は終わった。私の生涯も結末を前にしている。」と書いている。
しかしその願いもむなしく、5月23日にはデーニッツ、ヨードルら他のフレンスブルク政府の面々も連合軍によって逮捕されてモンドルフに送られてきた。彼らやひと足早く送られてきていたゲーリングとともに8月中旬までモンドルフで過ごした。この間、ロバート・ジャクソンらによってカイテルたちを裁くための遡及法「国際軍事裁判所憲章」が急遽制定された。犯罪の定義、法廷の構成、訴訟手続き、刑罰などがこれにより定められた。
8月中旬に他の被告らとともにニュルンベルク裁判にかけるためにニュルンベルク刑務所へ移送された。この移送の際にバート・モンドルフ、ついでニュルンベルクでも刑務所長を務めるアメリカ軍大佐バートン・アンドラスによってヨードルとともに起立させられ、「お前たちはもはや軍人ではない。犯罪者だ。」と宣告されて階級章がはぎ取られた。

### ニュルンベルク裁判

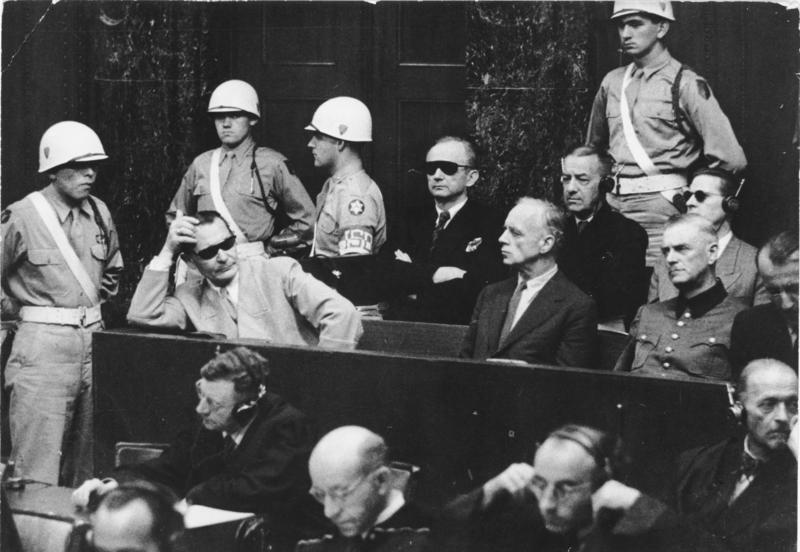
1945年、ニュルンベルク裁判。前列左からヘルマン・ゲーリング、ヨアヒム・フォン・リッベントロップ、カイテル。

カイテルは第1起訴事項「侵略戦争の共同謀議」、第2起訴事項「平和に対する罪」、第3起訴事項「戦争犯罪」、第4起訴事項「人道に対する罪」と全ての訴因において起訴された。刑務所付心理分析官グスタフ・ギルバート博士に起訴状の感想を求められると「軍人にとって命令は命令である」と述べた。
「追従者」の顔はこの裁判の際にも見え、ヘルマン・ゲーリングが他の被告に「団結」を求めた際、最もゲーリングの支配を強く受けていた人物の一人がカイテルだったという。精神分析官ダグラス・ケリー少佐はこうしたカイテルの状態について「カイテルはすでに生きる目的を失ったかのようになっている。自殺の危険が最も高い被告だ」などと書いている。
1945年11月20日からニュルンベルク裁判が開廷した。しかしロンドン憲章で犯罪とみなされた決定をヒトラーが公示した時、カイテルはほとんど同席してそれに署名しているため、死刑ははじめから決定しており、カイテルに対する反対尋問は世論を意識した見世物に過ぎなかった。カイテルも反対尋問でそうした命令に署名したこと自体には抗弁しなかった。
最終弁論は次のような罪を認めるニュアンスで行った。「私の弁護士は裁判中私に二つの基本的な問いかけをしました。第一の問いは『勝利した場合、貴方は自分がその成功に部分的に参加したことを拒否したでしょうか』。それに私はこう答えました。『いいえ。いたしません。私は確かにそれを誇りにしたでしょう』。第二の問いは『貴方がもう一度同じ立場に立ったなら、貴方はどうふるまうでしょうか』でした。私の答えは『こんな犯罪的方法の網の中に引き込まれるよりは死を選ぶでしょう』というものです。この二つの返答から法廷はどうか私の判断を認識していただきたいのです。私は信じ、誤りを犯しましたし、阻止せねばならぬものを阻止することができませんでした。これは私の罪です。私が軍人として示さなければならない最上の物、すなわち従順と忠誠とが認識せざる目的のために悪用されたと認めざるをえないこと、そして軍人としての義務完遂にも限界があることを知らなかったこと、これは悲劇であります。これは私の運命であります。今度の戦争事態の原因、災いに満ちた手段、恐るべき結果の明晰なる認識から、どうかドイツ国民にとって、諸国民共同社会における新たな未来への希望が生まれ育ってほしいと願う物であります。」。同様の趣旨の遺言も残している。2006年に新たに公開された遺言状では、ヒトラーに対する忠誠と、裏切り者になることへの忌避が綴られていた。
1946年10月1日、被告人全員に判決が言い渡された。まず被告人全員がそろった中、一人ずつ判決文が読み上げられた。カイテルの判決文は、カイテルはオーストリア侵攻計画「オットー計画(Case Otto)」、チェコスロヴァキア侵攻計画「緑の作戦(Fall Grün)」、ポーランド侵攻計画「白の作戦(Fall Weiss)」、ソ連侵攻計画「バルバロッサ作戦」の立案に関与していたとし、さらに1942年8月4日に落下傘兵部隊をSDに引き渡すべしとの布告を行ったこと、ノルマンディー上陸作戦後にコマンドに関する命令の再確認をして範囲を拡張させたこと、1939年9月12日にユダヤ人とポーランド知識人は清掃されるべきと発言したこと、1941年9月16日に東方におけるドイツ兵に対する攻撃はドイツ兵1人に対して共産主義者50人から100人を死刑に処するという手段によって対処されるべきとの指令を下したこと、1941年12月7日に『夜と霧』の命令を布告したこと、1942年9月8日にフランス・オランダ・ベルギーの市民を『大西洋の壁』で働かせるよう指令を下したことなどを列挙したうえで、「以上の記録に直面してカイテルはこれらの行為に対する彼の関与を否定していない。むしろ彼の弁護人は彼が軍人だったという事実と憲章8条が禁止する『上層部』の原則に頼っている。しかし減刑の余地は全くない。このように衝撃的かつ広範囲にわたる犯罪を意識的かつ無慈悲的に遂行した場合、被告がたとえ一軍人であったとしても、上官の命令であったという弁明は減刑理由にはできない」としてカイテルを4つの訴因全てで有罪とした。
その後、個別に言い渡される量刑判決でカイテルは絞首刑判決を受けた。絞首刑判決を受けた時、カイテルは上官の命令でも受けるかのように軽く頷いた。

### 処刑
カイテルは1946年10月5日に「判決は刑罰として私の死を求めていますが、私は次のごとき希望を表明して、喜んで命を差し出したいと思います。その希望とはこの犠牲がドイツ国民の幸福、ドイツ国防軍の免責に資してほしいということです。私は銃による死を与えてもらいたいという願いを持つだけです」とする嘆願書を提出したが、却下された。
カイテルは死刑執行日まで回顧録を書いた。その中で「1944年7月20日にヴォルフスシャンツェでヒトラーを狙った爆弾が爆発した時に英雄として死ぬことができていたらどんなによかったか」と書いた。
10月16日午前1時10分から自殺したヘルマン・ゲーリングを除く死刑囚10人の絞首刑が順番に執行された。カイテルは、ヨアヒム・フォン・リッベントロップに次いで二番目に処刑された。
カイテルは軍人らしく誇り高い態度で絞首台に上った。最後の言葉は「全能の神に呼びかけます。どうかドイツ国民に憐みを賜わらんことを。二百万人以上の兵士が祖国のために死んでいきました。今、私は息子たちの後を追います。全てに勝るドイツ!」。
カイテルはなかなか絶命せず、絞首刑執行から死亡までに24分もかかった。

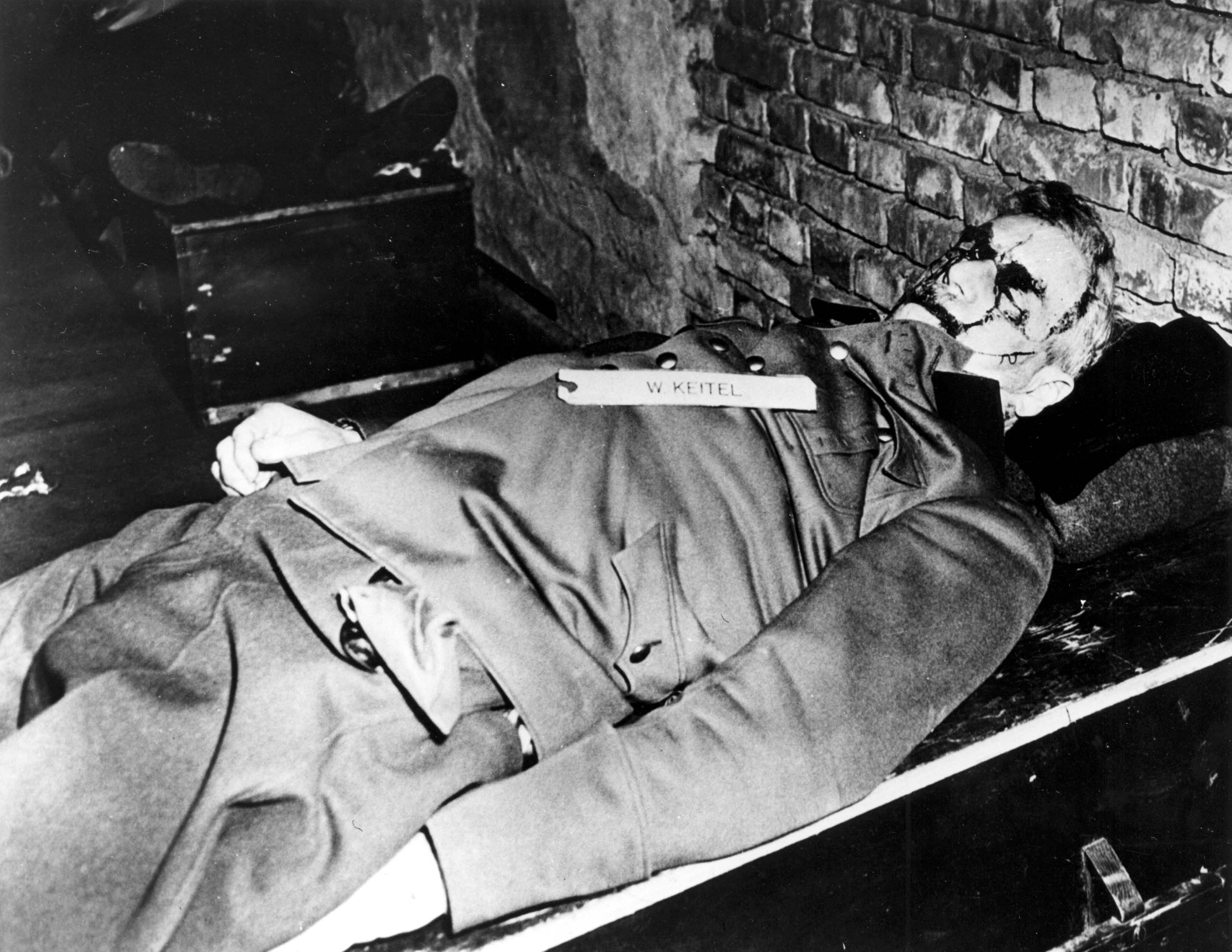
刑死後のカイテルの遺体

自殺したゲーリングを含めてカイテルら11人の遺体は、アメリカ軍のカメラマンによって撮影された。撮影後、木箱に入れられ、アメリカ軍の軍用トラックでミュンヘン郊外の墓地の火葬場へ運ばれ、そこで焼かれた。遺骨はイーザル川の支流コンヴェンツ川に流された。

## 人物

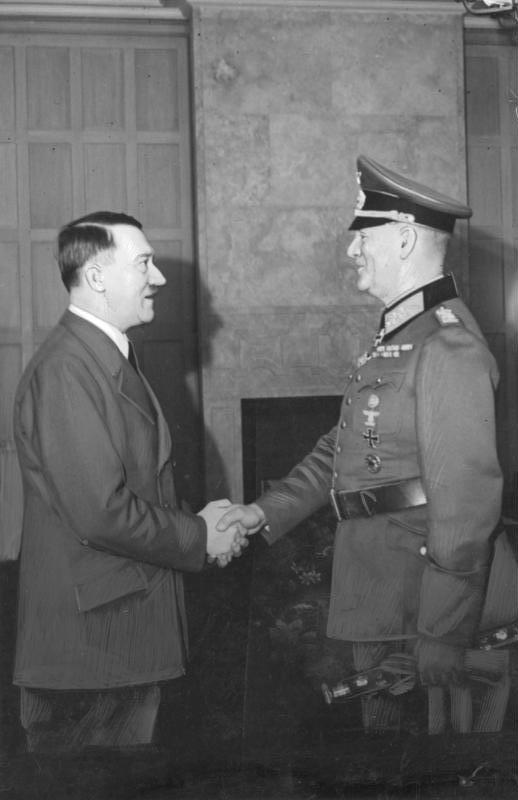
1941年3月9日、総統官邸。ヒトラー総統とカイテル元帥。

- アメリカ軍の拘留記録によると身長は185センチである[60]。
- ニュルンベルク刑務所付心理分析官グスタフ・ギルバート大尉が、開廷前に被告人全員に対して行ったウェクスラー・ベルビュー成人知能検査によると、カイテルの知能指数は129だった[61]。
- 第二次世界大戦において一度も実戦指揮の経験の無いまま叙された唯一の陸軍元帥である。カイテル自身もこれを軍人としてコンプレックスに感じるところがあったらしく、ニュルンベルク裁判の弁護士オットー・ネルテに話したところによると、一個師団でもいいから前線で指揮をとらせてほしいとヘルマン・ゲーリングに仲介してもらってヒトラーに嘆願したことがあるという[62]。しかしヒトラーがカイテルに期待する役割はあくまで「最高司令部総長」であり、最後まで嘆願が受け入れられることはなかった。
- カイテルはその内面の意志の弱さに反して立派なひげを生やしたいかにもドイツ軍人らしい屈強な風貌であった。これをヒトラーがうまく利用することもあった。1938年2月12日にヒトラーがオーストリア首相クルト・フォン・シュシュニクに恫喝を行った際にシュシュニクがためらっているのを見るとヒトラーは次の間に控えていたカイテルを大声で呼びつけた。ヒトラーは「軍の準備は整っておるか」とシュシュニク首相を前にしてわざわざカイテルに聞き、彼は「できております、我が総統」と答えた。シュシュニク首相はこの問答に震えあがり、辞意を固めたという[26]。
- カイテルの父は1934年に死去した。この際に彼はヘルムシュローデへ帰り、父の地主の仕事を継ぐため、軍に退官届を出している。しかし妻リーザは夫に軍でのさらなる出世を求めており、軍にとどまるよう説得された。またカイテルの事務能力を評価していたヴェルナー・フォン・フリッチュ陸軍総司令官からも留任を求められ、結局カイテルは辞表を撤回した。しかし、自身の回顧録には「心の底からヘルムシュローデへ帰りたかった」と記述している[63]。
- ニュルンベルク裁判中、レオン・ゴールデンソーンから受けたインタビューの中で「私は軍人だ。そして過去44年にわたり、皇帝陛下のため、エーベルトのため、ヒンデンブルクのため、そしてヒトラーのために働いた」「私には何の権限もなかった。陸軍元帥とは名ばかりだった。率いるべき軍隊もなく、権限もない。ヒトラーの命令を遂行したに過ぎない。私は誓約によって彼に縛られていた」「ヒトラーに5回に渡って辞任の意を申し出たが、厳しい言葉で拒否され、後ろめたさから仮病も使えなかった」と述べている[64]。またヒトラーについて「私に言わせれば彼は天才だった。私にとっての天才とは、あのように非常に先見の明があり、直感力にあふれ、歴史や軍事に造詣が深い人間のことだ。だからヒトラーに関してはその言葉を使いたいと思う」「戦況が悪化して敗北が続くと私は自分にこう言い聞かせていた。物事が順調に行っている時だけ忠義を尽くすというのは頂けない。状況が不利になって苦しい時に善良で忠実な軍人でいることの方がずっと大変なのだ、と」「彼は政治的理念を追求するとなると恐ろしく残酷になれた一方で個人の感情や一人一人の人生については自分の身に引きつけて理解することができた。少なくとも私にはそう感じられた」「彼の演説は聴衆をそれぞれ思いやっていた。たとえば将校団に対する演説と党幹部に対する演説、国民に対する演説ではどれも全く違っていた。彼の演説は常に相手の心情にぴたりとあてはまるものだった。それは彼の際立った才能の一つ、つまり演説によって人を納得させる力だった。軍人の前で演説する時は彼はいつもドイツ軍人の貴族的伝統に言及した。彼の書斎には3枚の肖像画が飾られていた。フリードリヒ大王とビスマルク、大モルトケだ」[65]。
- アルベルト・シュペーアは1946年10月4日の日記の中で「ドイツ国防軍最高司令部総長ヴィルヘルム・カイテル。彼はかつては人気がなく、軽蔑されていたが、ニュルンベルク裁判中、分別ある、尊敬すべき男になった」と書いている[66]。

## キャリア

### 軍階級
- 1901年10月14日、士官候補生(Fahnenjunker)
- 1902年8月18日、少尉(Leutnant)
- 1910年8月18日、中尉(Oberleutnant)
- 1914年10月8日、大尉(Hauptmann)
- 1923年6月1日、少佐(Major)
- 1929年2月1日、中佐(Oberstleutnant)
- 1931年10月1日、大佐(Oberst)
- 1934年4月1日、少将(Generalleutnant)
- 1936年1月1日、中将(Generalleutnant)
- 1937年8月1日、砲兵大将(General der Artillerie)
- 1938年11月1日、上級大将(Generaloberst)
- 1940年7月19日、元帥(Generalfeldmarschall)

### 受章
- 一級鉄十字章（1914年版）（Eisernes Kreuz (1914) I. Klasse）
- 二級鉄十字章（1914年版） （Eisernes Kreuz (1914) II. Klasse）
- ホーエンツォレルン王家勲章剣付き騎士十字章（Königlicher Hausorden von Hohenzollern,Ritterkreuz mit Schwertern）
- 戦傷章黒章(1918年版)（Verwundetenabzeichen）
- ハンザ都市同盟十字章（Hamburgisches Hanseatenkreuz）
- 一級フリードリヒ・アウグスト十字章（Friedrich-August-Kreuz I. Klasse）
- 二級フリードリヒ・アウグスト十字章（Friedrich-August-Kreuz II. Klasse）
- ザクセン＝エルネスティン勲章二級騎士十字章（Sachsen-Ernestinischer Hausorden,Ritterkreuz II. Klasse）
- 装飾付三級戦功十字章（Militärverdienstkreuz III. Klasse mit der Kriegsdekoration）
- 証明徽章付二級戦争功労章（Kreigsverdienstkreuz,2.Klasse.mit Bewährungsbzeichen）
- 四級ハインリヒ獅子公勲章（Orden Heinrichs des Löwen 4.Klasse）
- ヘッセン勇敢メダル（Hessische Tapferkeitsmedaille）
- 黄金ナチ党員バッジ（Parteiabzeichen der NSDAP in Gold ）
- 四級から一級国防軍勤続章（Wehrmacht-Dienstauszeichnung,IV. bis I. Klasse ）
- 1938年3月13日記念メダル（Medaille zur Erinnerung an den 13. März 1938）
- 1938年10月1日記念メダル略章「プラハ城」（Medaille zur Erinnerung an den 1. Oktober 1938 mit Spange „Prager Burg”）
- 1939年3月22日メーメル返還記念メダル（Medaille zur Erinnerung an die Heimkerhr des Memllandes 22. März 1939）
- 一級鉄十字章略章（1939年版）（Spange zum Eisernen Kreuz I. Klasse）
- 二級鉄十字章略章（1939年版）（Spange zum Eisernen Kreuz II. Klasse）
- 騎士鉄十字章（Ritterkreuz des Eisernen Kreuzes）、1939年9月30日授与
- 剣付き自由大十字勲章（Vapaudenristin ritarikunta）（フィンランド勲章）
- 剣付き大白バラ勲章（ Suomen Valkoisen Ruusun ritarikunta）（フィンランド勲章）
- サヴォイア大軍事勲章（Ordine militare di Savoia）（イタリア勲章）
- 一級ミハイ勇敢公勲章（Ordinul Mihai Viteazul）（ルーマニア勲章）
- 勲一等瑞宝章[67]、1937年11月8日授与
- 勲一等旭日大綬章[68]、1942年9月26日授与

## カイテルを演じた人物
- ガブリエーレ・フェルツェッティ － 『ヒトラー 〜最期の10日間〜』(en:Hitler: The Last Ten Days)(1973年、イギリス・イタリア、映画)
- フランク・フォンタイン(en:Frank Fontaine) － ニュルンベルク軍事裁判(2000年、アメリカ・カナダ、テレビドラマ)
- クリスティアン・ドーマー(de:Christian Doermer) － オペレーション・ワルキューレ(2004年、ドイツ、テレビ映画)
- ディーター・マン(de:Dieter Mann) － ヒトラー 〜最期の12日間〜(2004年、ドイツ・オーストリア・イタリア、映画)
- ケネス・クラナム(en:Kenneth Cranham) － ワルキューレ(2008年、アメリカ、映画)